# 페라리 GTC4루소
페라리 GTC4루소(영어: Ferrari GTC4Lusso)는 페라리에서 2016년부터 2020년까지 생산했던 GT카이다.

## 모델

### GTC4루소 (2016년~2020년)
이전 모델과 마찬가지로 GTC4루소는 4륜구동 구동계가 있는 3도어 슈팅 브레이크이며 전면 중앙에 장착된 V12 엔진으로 구동된다.
GTC4루소의 6,262 cc (382.1 cu in) 페라리 F140 65° V12 엔진은 8,000rpm에서 690 PS (507 kW; 681 hp), 5,750rpm에서 697 N·m (514 lb·ft)의 토크로 평가되었다.엔진 출력의 증가는 압축비를 13.5:1로 높인 덕분이다.페라리는 FF와 동일한 최고 속도인 335 km/h (208 mph)와 3.4초의 0–0–100 km/h (0–62 mph) 가속 시간을 주장하였다.
이 차는 FF에 도입된 페라리의 특허를 받은 4륜구동 시스템의 개선된 버전 (4RM 에보라고 함)을 사용하며 시스템에 4륜 조향이 통합되어 있다. 이 시스템을 총칭하여 4RM-S라고 한다.
GTC4루소는 2016년 제네바 모터쇼에서 공개되었다.

### GTC4루소 T (2017년~2020년)
2016년 파리 모터쇼에서 공개된  GTC4루소 T는 배기량이 적은 V8 엔진으로 구동되는 GTC4루소의 후륜 구동 전용 버전이지만 V12 변형의 4WS 4륜 조향 시스템은 그대로 유지된다.
GTC4루소 T에는 7,500rpm에서 610 PS (449 kW; 602 hp) 정격의 3,855 cc (235.2 cu in) 페라리 F154 트윈 터보차저 V8 엔진과 53,250rpm에서 760N·m(561ft·lb)의 토크가 함께 제공된다. 페라리에 따르면 자동차는 320 km/h (199 mph) 이상의 최고 속도에 도달하고 3.5초 만에 0 to 100 km/h (0 to 62 mph)까지 가속할 수 있다.
2020년 8월 31일자로 생산을 중단하였다.

## 원-오프 에디션

### 페라리 BR20
페라리 BR20은 V12 엔진 GTC4루소를 기반으로 한 원-오프 모델이다. 가장 큰 변화는 패스트백 쿠페의 슈팅 브레이크 스타일의 변화이다. 가격은 공개되지 않았으며 Finali Mondiali 2021에서 공개되었다.

## 디자인

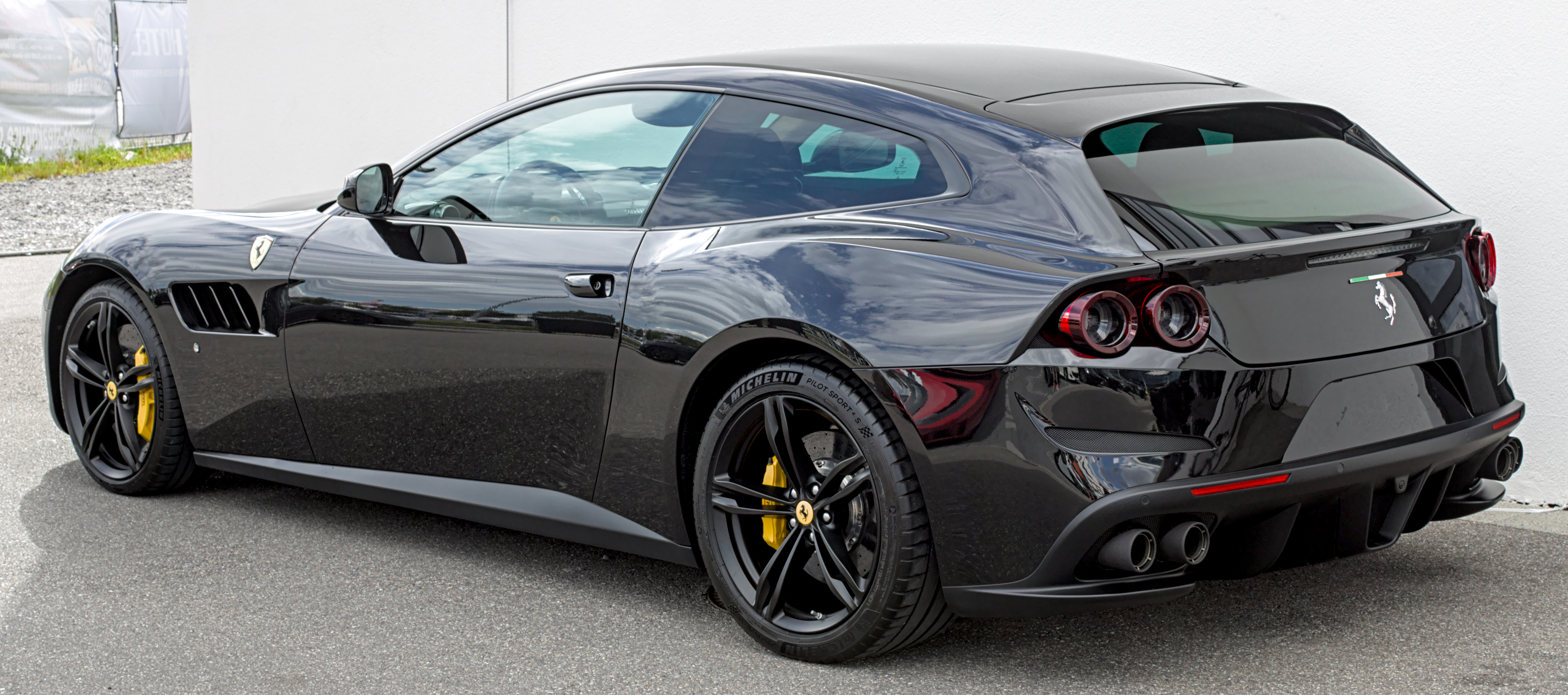
GTC4루소의 후면부

후면에는 페라리의 시그니처 쿼드 원형 리어 라이트 (F430에서 마지막으로 표시되고 나중에 812 슈퍼패스트에서 표시됨)가 있으며 내부에는 중앙 디바이더로 운전자 조종석과 승객 조종석을 분리하는 듀얼 조종석 컨셉 디자인이 포함되어 있고 자동차 전면에는 필요한 모든 냉각을 제공하는 단일 그릴이 있다.
GTC4루소는 슈팅 브레이크 쿠페를 더욱 정교하게 다듬어 거의 패스트백과 같은 실루엣을 제공하는 매우 유선형이고 테이퍼진 형태로 개념을 재해석한다.

## 엔진
| 모델명     | 연식          | 유형                                         | 최고출력, 최대토크                                                           |
| ---------- | ------------- | -------------------------------------------- | ---------------------------------------------------------------------------- |
| GTC4루소   | 2016년~2020년 | 6,262 cc (382.1 cu in) V12 (F140 ED)         | 690 PS (507 kW; 681 hp) at 8,000 rpm, 700 N·m (516 ft·lb) at 5,750 rpm       |
| GTC4루소 T | 2017년~2020년 | 3,855 cc (235.2 cu in) V8 트윈터보 (F154 BD) | 610 PS (449 kW; 602 hp) at 7,500 rpm, 760 N·m (561 ft·lb) at 3,000–5,250 rpm |

## 미디어에서의 등장
- 아스팔트 8: 에어본
- 포르자 호라이즌 4